# اسید چرب امگا ۶

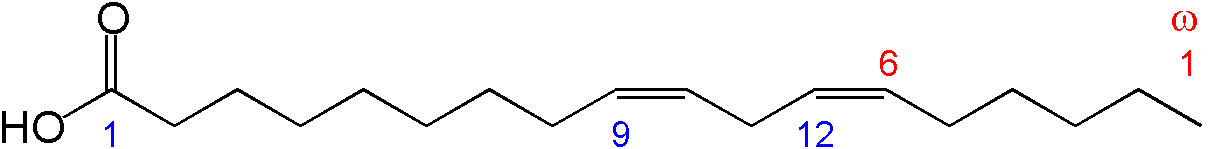
ساختار شیمیایی اسید لینولئیک، یک اسید چرب امگا ۶ رایج که در بسیاری از مغزها، دانه‌ها و روغن‌های گیاهی یافت می‌شود.

اسیدهای چرب امگا -۶ (که به آن اسیدهای چرب ω-۶ یا اسیدهای چرب n-6 نیز گفته می‌شود) خانواده‌ای از اسیدهای چرب غیراشباع هستند که دارای یک پیوند دوگانه کربن-کربن انتهایی در موقعیت n-6 هستند که این موقعیت، ششمین پیوند از سمت متیل انتهایی در نظر گرفته می‌شود.

## فهرست اسیدهای چرب امگا ۶
| نام متداول                       | نام لیپیدی   | نام شیمیایی                                    |
| -------------------------------- | ------------ | ---------------------------------------------- |
| اسید لینولئیک (LA)               | 18: 2 (n −۶) | اسید all-cis -9،12-oktadecadienoic             |
| گاما-لینولنیک اسید (GLA)         | 18: 3 (n-۶)  | اسید all-cis -6،۹،12-oktadecatrienoic          |
| اسید کالاندیک                    | 18: 3 (n-۶)  | اسید 8E، 10E، 12Z-octadecatrienoic             |
| ایکوزادینوئیک اسید               | 20: 2 (n −۶) | اسید all-cis -11،14-eicosadienoic              |
| اسید دیهومو-گاما-لینولنیک (DGLA) | 20: 3 (n −۶) | اسید all-cis -8،۱۱،14-eicosatrienoic           |
| اسید آراشیدونیک (AA , ARA)       | 20: 4 (n −۶) | اسید all-cis -5،۸٬۱۱،14-eicosatetraenoic       |
| اسید دوکوزادینوئیک               | 22: 2 (n −۶) | اسید all-cis -13،16-docosadienoic              |
| اسید آدرنریک                     | 22: 4 (n −۶) | اسید all-cis -7،۱۰٬۱۳،16-docosatetraenoic      |
| اسید اسدبند                      | 22: 5 (n −۶) | اسید all-cis -4،۷٬۱۰٬۱۳،16-docosapentaenoic    |
| اسید تتراکوزآتاترنوئیک           | 24: 4 (n −۶) | all-cis -9،۱۲٬۱۵،18-tetracosatetraenoic acid   |
| اسید تتراکوزاپنتانوئیک           | 24: 5 (n −۶) | all-cis -6،۹٬۱۲٬۱۵،18-tetracosapentaenoic acid |

با افزایش تعداد کربن‌های موجود در زنجیره، نقطه ذوب اسیدهای چرب افزایش می‌یابد.

## منابع غذایی

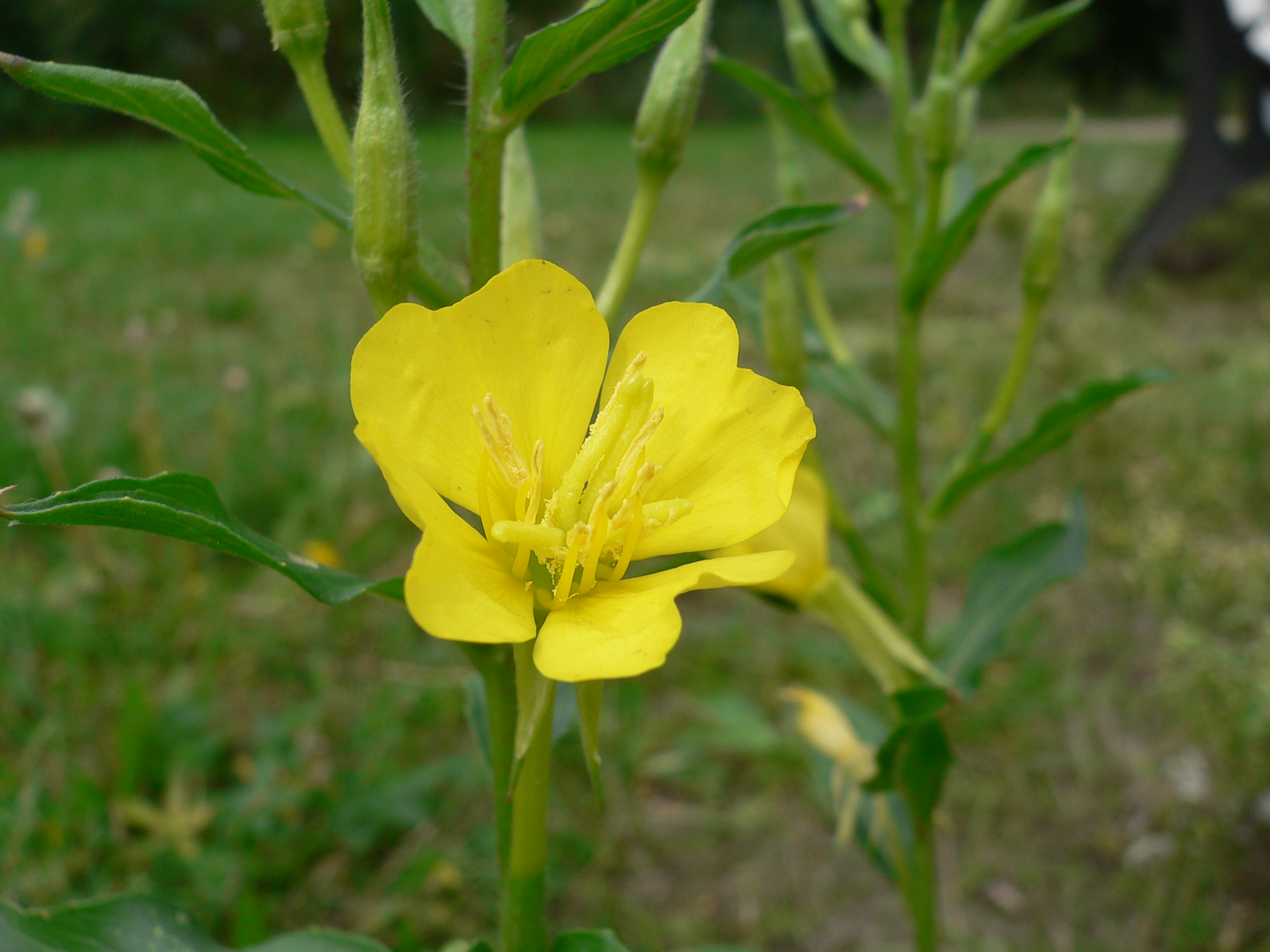
گل مغربی (O. biennis) روغنی تولید می‌کند که حاوی مقادیر بالای اسید گاما-لینولنیک، یکی از اسیدهای چرب امگا ۶ است.